# Cagayan (fiume)
Il Cagayan è il fiume più lungo delle Filippine (505 km). Nasce sui monti Caraballo nella catena della Sierra Madre e scorre nella parte settentrionale dell'isola di Luzon, la principale dell'arcipelago.
Il Cagayan, che dalla sorgente fluisce verso nord bagnando Ilagan e Tuguegarao, sfocia nell'Oceano Pacifico presso Aparri. Nel suo percorso tra la Sierra Madre e la Cordigliera centrale forma una valle di circa 190 km di lunghezza.